# دانشگاه مراغه

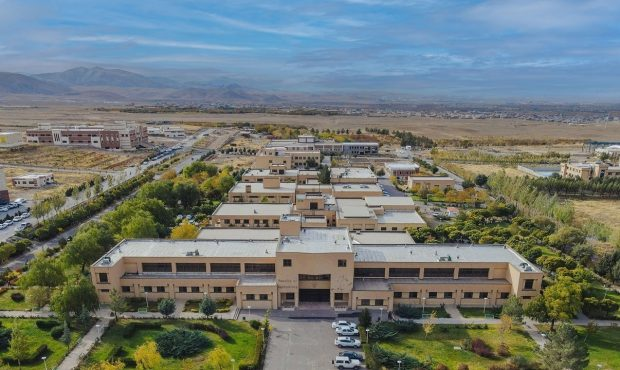
دانشگاه مراغه

دانشگاه مراغه، یک دانشگاه مادر وابسته به وزارت علوم، تحقیقات و فناوری در شهر مراغه است. در حال حاضر، این دانشگاه بزرگ‌ترین مرکز دانشگاهی جنوب استان آذربایجان شرقی بوده که در سال ۱۳۶۶ در زمینی به مساحت ۱۱۰ هکتار احداث شده و متشکل از چهار دانشکده کشاورزی، علوم پایه، فنی و مهندسی و علوم انسانی و یک مرکز تحقیقات (نجوم و اخترفیزیک) می‌باشد؛ دانشکده هنر و فسیل‌شناسی نیز در این دانشگاه در حال تأسیس می‌باشد این دانشگاه همچنین دارای سرود مخصوص می‌باشد(سرود دانشگاه مراغه). از نظر رتبه‌بندی این دانشگاه در سال ۱۳۹۸ جزو ۲۰ دانشگاه جامع برتر ایران در سیستم رتبه‌بندی ISC بوده و دانشگاه‌های سیستان و بلوچستان، یزد، زنجان و اراک نیز در رتبه‌های بعدی قرار گرفته‌اند. و همچنین از نظر کیفیت سلف سرویس دانشجویی رتبه ۳ را در بین کل سلف دانشگاه‌های کشور کسب نموده است. همچنین دانشکده فنی مهندسی دانشگاه در سال ۱۴۰۰ توانست با درخشش بی‌سابقه در رتبه‌بندی تایمز جزو ۵ دانشکده برتر ایران و ۲۰۱ الی ۳۰۰ دنیا قرار گیرد و در نهایت در سال ۲۰۲۲ به رتبه ۵۰۱ الی ۶۰۰ نزول پیدا کرد.

## دانشکده‌ها
1. دانشکده کشاورزی تأسیس ۱۳۶۶
2. دانشکده علوم پایه تأسیس ۱۳۸۵
3. دانشکده فنی و مهندسی تأسیس ۱۳۸۷
4. دانشکده علوم انسانی تأسیس ۱۳۸۹
5. مرکز تحقیقات نجوم و اختر فیزیک تأسیس ۱۳۸۲

## پروژه‌ها
پروژه های مختلفی در دانشگاه مراغه در حال اجراست اما در حال حاظر پروژه ای که بطور جد توسط دانشگاه پیگیری می شود پروژه احداث سَر در دانشگاه مراغه است.

## دانشکده کشاورزی
در ابتدا تنها رشته‌ای که در دانشگاه مراغه تدریس می‌گردید رشته کاردانی تولیدات گیاهی بود در واقع بنیان‌گذار دانشگاه مراغه و قدیمی‌ترین رشته این مرکز آموزشی دانشکده کشاورزی می‌باشد بعدها با گسترش دانشگاه بقیه رشته‌های تحصیلی به وجود آمدند.
1. مهندسی کشاورزی- فیزیولوژی گیاهان زراعی (دکتری تخصصی)
2. مهندسی کشاورزی- اکولوژی گیاهان زراعی (دکتری تخصصی)
3. مهندسی کشاورزی- حشره‌شناسی کشاورزی (دکتری تخصصی)
4. مهندسی کشاورزی- حشره‌شناسی کشاورزی (کارشناسی ارشد)
5. مهندسی کشاورزی- آگرواکولوژِی (کارشناسی ارشد)
6. مهندسی کشاورزی- آگروتکنولوژی (کارشناسی ارشد)
7. مهندسی کشاورزی- علوم خاک (کارشناسی ارشد)
8. مهندسی کشاورزی- علوم باغبانی (کارشناسی ارشد)
9. مهندسی کشاورزی- ژنتیک و بهنژادی گیاهی (کارشناسی ارشد)
10. مهندسی کشاورزی- مکانیک بیوسیستم (کارشناسی)
11. مهندسی کشاورزی- علوم خاک (کارشناسی)
12. مهندسی کشاورزی- گیاه پزشکی (کارشناسی)
13. مهندسی کشاورزی- تولید و ژنتیک گیاهی (کارشناسی)
14. مهندسی تولیدات گیاهی (کارشناسی ناپیوسته- باغبانی)
15. مهندسی تولیدات گیاهی (کارشناسی ناپیوسته- زراعت)

## دانشکده علوم پایه
1. شیمی کاربردی (کارشناسی)
2. شیمی محض (کارشناسی)
3. ریاضی کاربردی (کارشناسی)
4. زیست‌شناسی سلولی مولکولی (کارشناسی)
5. ریاضی محض گرایش آنالیز (کارشناسی ارشد)
6. ریاضی محض گرایش جبر (کارشناسی ارشد)
7. ریاضی کاربردی گرایش آنالیز عددی (کارشناسی ارشد)
8. شیمی فیزیک (کارشناسی ارشد)
9. شیمی آلی (کارشناسی ارشد)
10. شیمی تجزیه (کارشناسی ارشد)
11. نانوشیمی (کارشناسی ارشد)
12. ریاضی محض گرایش آنالیز ریاضی (دکتری)

این دانشکده با بیش از هفده رشته و گرایش در مقاطع تحصیلی دکتری، کارشناسی ارشد و کارشناسی به انجام فعالیت‌های آموزشی و پژوهشی مشغول است. از افتخارات این دانشکده می‌توان به شرح ذیل اشاره نمود:
۱- قرار گرفتن نام دو عضو هیئت علمی این دانشکده در لیست دانشمندان ۱٪ پراستناد جهان از سال ۲۰۲۱
۲- قرار گرفتن نام ۶ عضو هیئت دانشکده در لیست دانشمندان دو درصد جهان از سال ۲۰۲۱
۳- انتخاب یکی از اعضای هیئت علمی به عنوان شیمی‌دان برجسته کشور در سال ۱۴۰۱
۴- انتخاب دو عضو هیئت علمی به عنوان سرآمد علمی کشور ۱ز سالهای ۱۳۹۴
۵- چاپ بیش از ۱۰۰۰ مقاله ISI از بدو تأسیس
۶- چاپ چندین جلد کتاب در انتشارات بین‌المللی و ملی

## دانشکده فنی و مهندسی
دانشکده فنی و مهندسی این دانشگاه در سال ۱۳۸۷ تأسیس شده است و هم‌اکنون رشته‌های مهندسی عمران، مهندسی مواد و متالورژی، مهندسی شیمی و مهندسی مکانیک در مقاطع کارشناسی و کارشناسی ارشد در این دانشکده دایر می‌باشند. این دانشکده در حال حاضر دارای ۳۱ عضو هیئت علمی تمام وقت می‌باشد که درمجموع تعداد ۱۱۰۰ نفر دانشجو در این دانشکده مشغول به امر آموزش و پژوهش می‌باشند.
دانشکده فنی مهندسی دانشگاه در سال ۲۰۲۲ توانست با درخشش بی‌سابقه در رتبه‌بندی تایمز جزو دانشکده ۲۵۰ الی ۳۰۰ دنیا قرار گرفت.
1. مهندسی عمران (کارشناسی)
2. مهندسی مواد و متالورژی- گرایش متالورژی صنعتی (کارشناسی)
3. مهندسی شیمی (کارشناسی)
4. مهندسی مکانیک گرایش بیو سیستم (کارشناسی)
5. مهندسی مکانیک (کارشناسی) از سال ۱۳۹۵
6. مهندسی عمران-گرایش سازه‌های هیدرولیکی (کارشناسی ارشد
7. مهندسی عمران-گرایش مهندسی سازه (کارشناسی ارشد)
8. مهندسی عمران-گرایش مهندسی و مدیریت منابع آب (کارشناسی ارشد)
9. مهندسی عمران-گرایش سازه های هیدرولیکی(دکتری تخصصی)
10. مهندسی نانو مواد (کارشناسی ارشد)
11. مهندسی پلیمر (کارشناسی ارشد)
12. مهندسی مکانیک گرایش ساخت و تولید (کارشناسی ارشد)

## دانشکده علوم انسانی
دانشکده علوم انسانی از سال ۱۳۸۹با ایجاد دو رشته جغرافیا گرایش برنامه‌ریزی شهری و حقوق تشکیل گردید. در حال حاضر تعداد رشته‌های کارشناسی به پنج مورد افزایش یافته و علاوه بر رشته‌های قبلی کارشناسی رشته روان‌شناسی و آموزش زبان انگلیسی و تربیت بدنی نیز در این دانشکده ایجاد گردیده‌اند. همچنین این دانشکده در توسعه مقاطع تحصیلات تکمیلی نیز اقدام نموده بطوریکه هم‌اکنون دارای دو رشته جغرافیا و برنامه‌ریزی شهری و آموزش زبان انگلیسی در مقطع کارشناسی ارشد می‌باشد.
1. حقوق (کارشناسی)
2. روان‌شناسی (کارشناسی)
3. آموزش زبان انگلیسی (کارشناسی)
4. جغرافیا (کارشناسی)
5. تربیت بدنی (کارشناسی)
6. آموزش زبان انگلیسی (کارشناسی ارشد)
7. جغرافیا و برنامه‌ریزی شهری (دکترا)